# Ілляпель

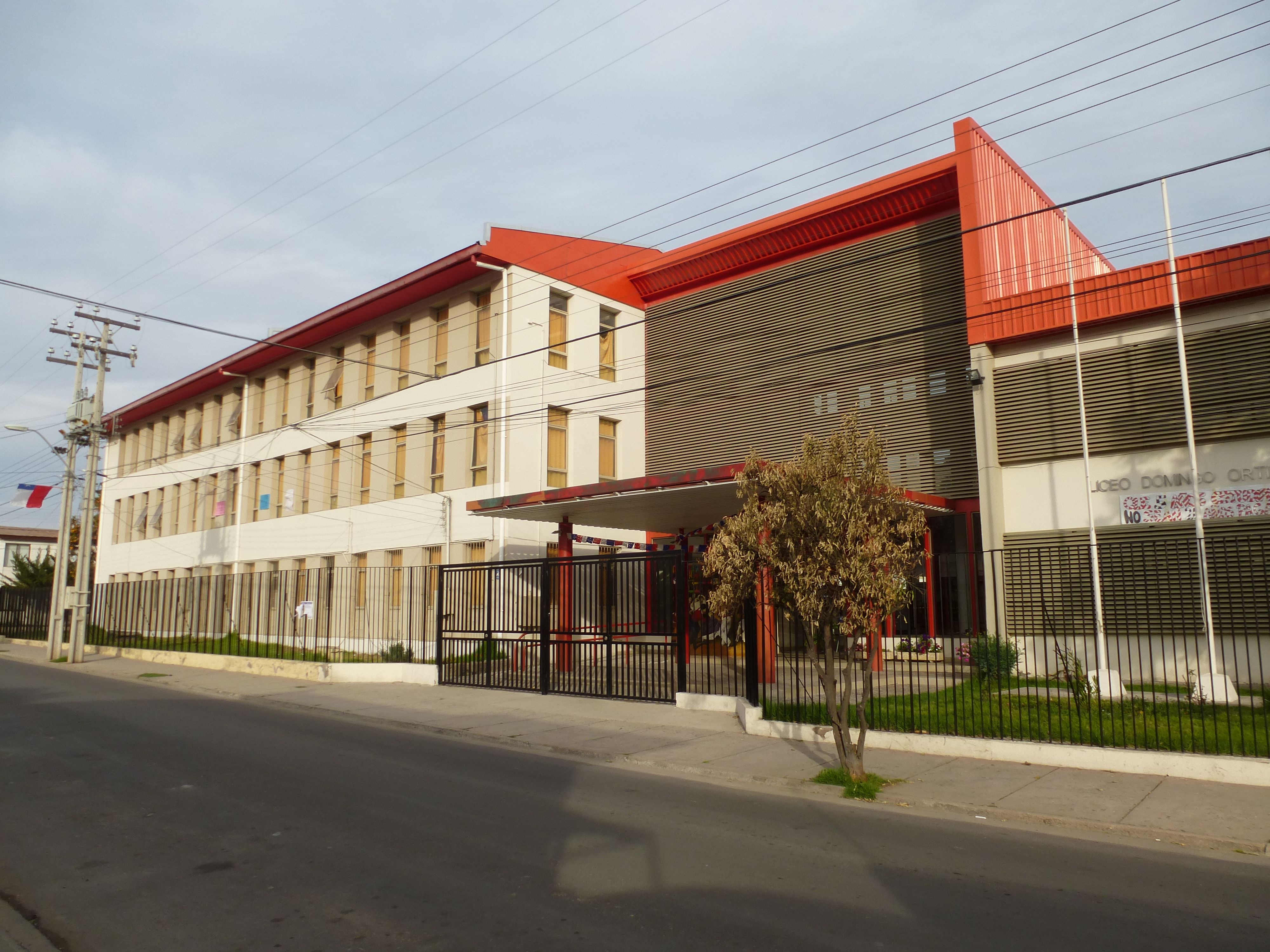
Середня школа

Ілляпель (ісп. Illapel) — місто в Чилі. Адміністративний центр однойменної комуни. Населення міста — 21 826 осіб (2002). Місто і комуна входить до складу провінції Чоапа і регіону Кокімбо.
Територія — 2 629 км². Чисельність населення — 30 — 848 жителя (2017). Щільність населення — 11,7 чол./км².

## Розташування
Місто розташоване за 193 км на південь від адм. центру області міста Ла-Серена.
Комуна межує:
- на півночі — з комуною Комбарбала;
- на сході — з провінцією Сан-Хуан (Аргентина);
- на південному сході — з комуною Саламанка;
- на півдні — з комуною Лос-Вілос;
- на заході — з комуною Канела.